# 普陀佛茶
普陀佛茶是产于中華人民共和國浙江省舟山市普陀山等地的茶葉。該茶葉在清朝光绪年间被列为贡品。1915年，普陀佛茶在巴拿马国际食品博览会上獲得二等奖。2008年，中华人民共和国国家工商行政管理总局認定普陀佛茶为国家地理标志证明商标。截至2017年，舟山市境內的普陀佛茶种植面积達270公顷。